# Прімейру Дісембру (жіночий футбольний клуб, Сінтра)
«Прімейру Дісембру» (порт. Sociedade União 1° de Dezembro)  — португальський жіночий футбольний клуб з міста Сінтра. Клуб засновано 6 квітня 1938 року, жіноча футбольна секція — 1995 року. Жіноча футбольна команда виступала у вищому дивізіоні чемпіонату Португалії, до початку 2010-х років був одним з провідзних клубів країни. вперше виграла чемпіонат у сезоні 1999/00 роках, починаючи з сезону 2001/02 по 2011/12 років команда була незмінним чемпіоном країни. З моменту заснування кубку Португалії у сезоні 2003/04 років вигравала 7 разів національний кубок. Найуспішніша жіноча футбольна команда Португалії.

## Історія
Жіночу футбольну секцію «Прімейру Дісембру» створено 1995 року, таким чином він потрапив до невеликої кількості футбольних клубів Португалії, який має як чоловічу, так і жіночі команди. З моменту створення жіночої команди «Прімейру Дісембру» 12 разів вигравав чемпіонат Португалії (в тому числі, 11 разів поспіль), а також 7 разів тріумфував у кубку Португалії. Таким чином, «Прімейру Дісембру» входить до числа найтитулованіших клубів країни.
Клуб мав також молодіжну команду U-18, яка виступала в Другому дивізіоні чемпіонату Португалії.
Після фінішу на 3-у місці в чемпіонаті Португалії 2012/13 секція жіночого футболу була включена до Sevenfoot, неприбуткової асоціації, яка керує молодіжними футбольними командами клубу. Після цієї реорганізації декілька гравців першої команди приєдналися до молодіжного (U-18) складу, яка розпочала виступи в новоствореній Регіональній лізі Лісабон U-18.

## Досягнення
Перша команда
- Чемпіонат Португалії
  -  Чемпіон (12): 1999/00, 2001/02, 2002/03, 2003/04, 2004/05, 2005/06, 2006/07, 2007/08, 2008/09, 2009/10, 2010/11, 2011/12

- Кубок Португалії
  -  Володар (7): 2003/04, 2005/06, 2006/-07, 2007/08, 2009/10, 2010/11, 2011/12

Команда U-18
- Другий дивізіон чемпіонату Португалії
  -  Чемпіон (1): 2012/13

## Статистика виступів у єврокубках
| Сезон     | Змагання         | Раунд                   | Результат    | Суперник                                           | Рахунок                                                                        |
| --------- | ---------------- | ----------------------- | ------------ | -------------------------------------------------- | ------------------------------------------------------------------------------ |
| 2002–03 0 | Кубок УЄФА 0     | Кваліфікаційний раунд 0 | 2–1 2–0 0–3  | «Іннсбрюкер» «Кілмарнок» ЦСК ВВС (Самара)          | Фернандеш 2 Коуту, Фернандеш 0                                                 |
| 2003–04 0 | Кубок УЄФА 0     | Кваліфікаційний раунд 0 | 0–4 2–5 0–1  | «Франкфурт» «Атлетік Більбао» «Нойленгбах»         | 0 Брунейра, Коуту 0                                                            |
| 2004–05 0 | Кубок УЄФА 0     | Кваліфікаційний раунд 0 | 1–3 1–1 0–1  | «Нойленгбах» ЮКД «Монпельє»                        | Брансау Коуту 0                                                                |
| 2005–06 0 | Кубок УЄФА 0     | Кваліфікаційний раунд 0 | 3–0 7–0 0–1  | «Кардіфф Сіті» «Гленторан» «Монпельє»              | Фернандеш, Олівейра, Пінту Карнейру 2, Пінту 2, Фернандеш, Мартінш, Олівейра 0 |
| 2006–07 0 | Кубок УЄФА 0     | Кваліфікаційний раунд 0 | 0–4 7–1 0–3  | «Брєйдаблік» «Ньютаунаббей Страйкерс» Нойнленгбах  | 0 Пінту 5, Фернандеш 2 0                                                       |
| 2007–08 0 | Кубок УЄФА 0     | Кваліфікаційний раунд 0 | 7–0 2–0 0–1  | «Осієк» «Кардіфф Сіті» «Рапід Ваземаал»            | Фернандеш 2, Брунейра, Калежа, Коуту, Луріду, Пінту Калежа, Коуту 0            |
| 2008–09 0 | Кубок УЄФА 0     | Кваліфікаційний раунд 0 | 7–1 1–1 0–4  | «Вамос Ідаліу» «Крка» (Ново Место) «Нойленгбах»    | Коуту 4, Гувейя, Пінту, Сілва Карвальяш 0                                      |
| 2009–10 0 | Ліга чемпіонів 0 | Кваліфікаційний раунд 0 | 10–0 3–0 0–1 | «Біркіркара» «Кардіфф Сіті» «Брондбю»              | Фернандеш 2, Д. Сілва 2, Коуту, Гальвау, Матіаш, Пінту, А. Сілва + 1 а.г. 0    |
| 2010–11 0 | Ліга чемпіонів 0 | Кваліфікаційний раунд 0 | 1–4 4–1 1–4  | «Сент-Френсіс» «Осієк» «Росіянка»                  | Крістіна Крістіна 2, Матос, Мендеш Крістіна                                    |
| 2011–12 0 | Ліга чемпіонів 0 | Кваліфікаційний раунд 0 | 1–1 4–0 1–4  | АСА (Тель-Авів) «Металургс» (Лієпая) «МТК Унгарія» | Карвальяш Алвеш, Калежа, Коуту, Матос 0                                        |
| 2012–13 0 | Ліга чемпіонів 0 | Кваліфікаційний раунд 0 | 4–0 1–0 1–4  | «Гленторан» «Біркіркара» «Олімпія» (Клуж)          | Фонтеш, Гальвау, А .Сілва, Вентура А. Сілва                                    |